# Banbasa
Banbasa (hindi बनबसा) – miasto w północnych Indiach w stanie Uttarakhand, na pogórzu Himalajów Małych.
Populacja miasta w 2001 roku wynosiła 7138 mieszkańców.